# Roland Blanquer
Roland Blanquer, né le 25 mars 1924 à Alger (Algérie française) et mort le 11 février 2010 à Paris 5e, est un avocat, ancien président du Cercle des anciennes provinces d'Algérie (CAPFA), membre du Haut-conseil des rapatriés, du comité directeur de l'association des écrivains combattants (A.E.C), et de l'Académie des sciences d'outre-mer.

## Biographie
En mars 1943, Roland Blanquer s'engage dans l’armée française. Admis à l'école militaire interarmes (EMIA), il est démobilisé en septembre 1945 comme étudiant lieutenant. En 1947, il obtient une licence en droit à la Faculté d’Alger, avant de s’inscrire au barreau d’Alger.
En 1955, il devient Président de l’Union des jeunes avocats d’Algérie. Il est rappelé dès 1957 au Tribunal permanent des forces armées de Constantine puis d’Alger, comme capitaine puis comme commandant, durant la Guerre d'Algérie.
Il est élu en 1961 au Conseil de l’Ordre du barreau d’Alger.
En 1962, Roland Blanquer est rapatrié en France, il s’inscrit au barreau de Paris où il exerce sa profession à la Cour d'appel. En 1966, il devient Président des avocats rapatriés.
En 1994, Roland Blanquer est élu membre titulaire de l’Académie des sciences d'outre-mer, et en devient le Président en 2010.
Roland Blanquer est le père de Jean-Michel Blanquer, Ministre de l'Éducation nationale, en fonction de mai 2017 à mai 2022.